# Erro (Navarra)
Erro település Spanyolországban, Navarra autonóm közösségben. Erro Lizoain-Arriasgoiti - Lizoainibar-Arriasgoiti, Arce, Auritz-Burguete, Banca, Urepel, Baztan és Esteribar községekkel határos. Lakosainak száma 811 fő (2024).

## Népesség
A település népessége az elmúlt években az alábbi módon változott:
| Lakosok száma | 778  | 751  | 745  | 777  | 795  | 809  | 789  | 800  | 790  | 811  |
|               | 2001 | 2004 | 2006 | 2009 | 2011 | 2014 | 2016 | 2019 | 2021 | 2024 |